# Kačanov
Kačanov (ungarisch Kácsánd) ist eine Gemeinde im Osten der Slowakei mit 545 Einwohnern (Stand 31. Dezember 2024), die zum Okres Michalovce, einem Teil des Košický kraj, gehört und in der traditionellen Landschaft Zemplín liegt.

## Geographie
Die Gemeinde befindet sich in der Ostslowakischen Ebene im Ostslowakischen Tiefland, auf einem alten Aggradationsdeich der Ondava. Das Ortszentrum liegt auf einer Höhe von 100 m n.m. und ist 21 Kilometer von Michalovce entfernt.
Nachbargemeinden sind Falkušovce im Nordwesten und Norden, Dúbravka im Osten, Markovce im Süden, Malčice (Ortsteil Hradištská Moľva) im Südwesten und Trebišov im Westen.

## Geschichte
Kačanov wurde zum ersten Mal 1301 als Kachond, Kachund schriftlich erwähnt, weitere historische Bezeichnungen sind unter anderen Kaczand (1479), Kaczanowcse (1773), Kacschanowce (1786) und Kačanovce (1808). Das Dorf war Besitz der Familie Buttkay, im Jahr 1414 gehörte es einem gewissen Johann von Großmichel, später haben mehrere Gutsherren gewechselt. Im 19. Jahrhundert besaß die Familie Kazinczy die Ortsgüter.
1715 gab es neun verlassene und drei bewohnte Haushalte. 1828 zählte man 41 Häuser und 305 Einwohner, die als Korbmacher und Landwirte tätig waren. Die Einwohner nahmen am Ostslowakischen Bauernaufstand von 1831 teil. Von 1880 bis 1900 wanderten viele Einwohner aus.
Bis 1918/1919 gehörte der im Komitat Semplin liegende Ort zum Königreich Ungarn und kam danach zur Tschechoslowakei beziehungsweise heute Slowakei. 

## Bevölkerung
| Jahr                | 1994 | 2004     | 2014     | 2024     |
| ------------------- | ---- | -------- | -------- | -------- |
| Anzahl der Personen | 345  | 399      | 446      | 545      |
| Unterschied         |      | +15,65 % | +11,77 % | +22,19 % |

| Jahr                | 2023 | 2024    |
| ------------------- | ---- | ------- |
| Anzahl der Personen | 535  | 545     |
| Unterschied         |      | +1,86 % |

Nach der Volkszählung 2011 wohnten in Kačanov 422 Einwohner, davon 229 Slowaken, 162 Roma und zwei Magyaren. 29 Einwohner machten keine Angabe zur Ethnie.
165 Einwohner bekannten sich zur orthodoxen Kirche, 143 Einwohner zur römisch-katholischen Kirche, 30 Einwohner zur griechisch-katholischen Kirche, 13 Einwohner zur reformierten Kirche und zwei Einwohner zur Evangelischen Kirche A. B. Drei Einwohner waren konfessionslos und bei 66 Einwohnern wurde die Konfession nicht ermittelt.

## Verkehr
Durch Kačanov führt die Cesta II. triedy 554 („Straße 2. Ordnung“) von Oborín (Anschluss an die Cesta II. triedy 552) nach Trhovište (Anschluss an die Cesta I. triedy 19 („Straße 1. Ordnung“)). Der nächste Bahnschluss ist in Bánovce nad Ondavou an der Bahnstrecke Michaľany–Łupków.